# Ana Maria Machado
Ana Maria Machado, née le 24 décembre 1941 à Rio de Janeiro, est une autrice brésilienne de littérature d'enfance et de jeunesse. Elle est lauréate du prestigieux prix international, le Prix Hans Christian Andersen, catégorie Écriture, en 2000.

## Biographie
Élève de l'École pratique des hautes études, elle y soutient une thèse sur João Guimarães Rosa sous la direction de Roland Barthes. Elle travaille ensuite comme journaliste pour le magazine Elle en France et à Londres.
Elle commence à écrire en 1969. 
Elle a été professeure de portugais à la Sorbonne de 1970 à 1971. À Rio de Janeiro, elle enseigne la théorie littéraire et la littérature brésilienne à l'Université fédérale, a enseigné à l'École de communication, et est devenue plus tard la première femme professeure de littérature pour enfants à l'Université pontificale catholique.
En 1979, elle ouvre la première librairie brésilienne pour enfants à Rio, Malasartes, qu'elle dirige jusqu'en mars 1996. Entre 1990 et 1994, elle devient éditrice de livres pour enfants et l'une des directrices de Quinteto Editorial. En 1997, elle est professeure de traduction de littérature pour enfants et adolescents au département de littérature de la PUC de Rio. Elle tient une chronique hebdomadaire pendant cinq ans au Jornal do Brasil. Elle fut également rédactrice en chef de Radio Jornal do Brasil pendant sept ans.
Elle a été membre du comité exécutif de l'IBBY entre 1982 et 1986. Elle a été membre du jury du prix Hans Christian Andersen entre 1978 et 1982, et en a été élue présidente en 1986, poste auquel elle a été réélue en 1988. Elle a également été membre du jury des prix Casa de las Américas (1982) et Catalonia Illustration Awards (1990).
Depuis 2003, elle est membre de l'Académie brésilienne des lettres, institution qu'elle préside en 2012-2013.

## Œuvres
- Une Grande petite fille , Hatier, 1984.
- Comme dit la chanson, La Joie de lire, 2002.
- Rêve noir d'un lapin blanc , Vents d'ailleurs, 2002.
- Quelle fête !, Vents d'ailleurs, 2005.
- Aux quatre vents, des femmes/Antoinette Fouque, 2013.
- Bisa Béa Bisa Bel, Chandeigne, 2014.

## Prix et distinctions
- Prix Jabuti 1978
- (international) « Honour List » 1984[3] de l' IBBY, catégorie Auteur, pour Bisa Bia, Bisa Bel (illustré par Regina Yolanda)
- Prix Hans Christian Andersen, catégorie Écriture, 2000
- Prix du Prince Claus 2010